# 趙南寿
趙 南寿（チョ・ナムス、朝鮮語: 조남수/趙南壽、1915年7月15日または1916年9月25日 - 1976年2月9日）は、大韓民国の政治家。第3代韓国国会議員。本貫は豊壌趙氏。

## 経歴
忠南扶余出身。林川公立普通学校卒。中東学校速成科卒業または中退。忠清北道白雲鉱業経営者を経て、林川中学校期成会会長、海軍士官学校後援会顧問、自由党扶余乙区党委員長を務めた。
1976年2月9日、扶余郡場岩面の自宅で死去。享年61。